# Yeşilkaraman, Aksu
Yeşilkaraman là một xã thuộc huyện Aksu, tỉnh Antalya, Thổ Nhĩ Kỳ. Dân số thời điểm năm 2011 là 640 người.